# Canadian Locomotive Company
 (décembre 2021).
Si vous disposez d'ouvrages ou d'articles de référence ou si vous connaissez des sites web de qualité traitant du thème abordé ici, merci de compléter l'article en donnant les références utiles à sa vérifiabilité et en les liant à la section « Notes et références ».
La Canadian Locomotive Company, plus communément appelée CLC, est un fabricant canadien de locomotives de chemin de fer qui était situé à Kingston, en Ontario .

## Histoire
Une grève syndicale en avril 1969 fait que l'entreprise en déclin a fermé l’usine en juin. 
Les bâtiments sont démolis en août 1971, après avoir contribué à la construction de plus de 3 000 locomotives, depuis les débuts de la constitution de la société.
Il s'agissait du deuxième constructeur de locomotives du Canada après Montreal Locomotive Works, filiale de la firme ALCO.